# نگاسو گیدادا
نگاسو گیدادا (امهری: ነጋሶ ጊዳዳ؛ زادهٔ ۸ سپتامبر ۱۹۴۳ – ۲۷ آوریل ۲۰۱۹) یک سیاست‌مدار و تاریخ‌نگار اهل اتیوپی بود. وی اولین رئیس‌جمهور اتیوپی بود.